# Upa
Upa es un personaje de videojuegos que apareció como protagonista del juego Bio Miracle Bokutte Upa de 1988 y posteriormente fue incluido como uno de los héroes de las sagas Parodius y Konami Wai Wai. Este personaje es un tierno bebé y príncipe del Reino Ruakuyo que, a pesar de su corta edad, posee grandes habilidades y cuenta con la ayuda de las hadas. Su misión es salvar a su reino del poderoso demonio Zai. 

## Información general
El príncipe Upa es un bebé con grandes habilidades. Aunque todavía no puede caminar, es capaz de gatear y saltar para enfrentar a los enemigos. Es pelado, tiene siempre un mameluco celeste con un pañuelo rosa en el cuello y en su mano lleva un sonajero mágico, el cual es su arma principal. 
Upa apareció originalmente en un juego de 1988 para Famicom Disk System desarrollado por Konami, titulado Bio Miracle Bokutte Upa. La historia de este videojuego cuenta que el protagonista Upa, un príncipe bebé del fantástico Reino Ruakuyo y descendiente de una familia de valientes guerreros, accidentalmente rompe una urna en la que estaba encerrado el poderoso demonio Zai. De inmediato, Zai se roba la fuerza vital de todos los adultos del reino y secuestra a todos los bebés a excepción del pequeño Upa. Afortunadamente, también se liberan de la urna unas bondadosas hadas que le conceden a Upa el sonajero mágico. Es así como el joven príncipe inicia su aventura para salvar a su reino.
El juego Bio Miracle Bokutte Upa no recibió secuelas de ningún tipo pero Konami, aun así, hizo aparecer al personaje en roles protagónicos dentro de las sagas Parodius y Konami Wai Wai World. En Parodius además se le agregó una compañera mujer llamada Rupa, esta es una bebé idéntica a Upa, con un sonajero mágico, pero con un traje de color rosa.

## Atributos y habilidades
Upa es un pequeño bebé, pero aun así tiene una gran fuerza y valor que le permiten combatir a su edad tan temprana. 
- Movimientos básicos: Upa puede gatear y saltar, además ataca usando su sonajero mágico para golpear. Su principal debilidad es que si cae de una gran altura queda paralizado por un tiempo, aunque no recibe daño.

- Sonajero mágico: Es un sonajero que cuando golpea a un enemigo, lo infla y comienza a flotar como si fuera un globo. Upa puede usar este enemigo inflado para viajar sobre este como una plataforma, aunque al cabo de un tiempo el enemigo revienta y puede dañar a Upa si continúa encima. Upa también puede empujar a un enemigo inflado y este saldrá disparado como un proyectil que golpeará a otros enemigos, pero también puede rebotar y lastimar al bebé.

- Devorar escenario: Con su enorme apetito, Upa puede meterse en los deliciosos escenarios comestibles del Reino Ruakuyo y cavar túneles para abrirse camino como si se tratara de una excavadora bajo la tierra.

- Nadar: Upa puede nadar sin problemas para atravesar los niveles de agua.

- Bellpower (ítem): Si Upa toca una de estas campanas, gana la habilidad de ponerse de pie y caminar rápidamente. En este estado es invulnerable y derrota a los enemigos con solo tocarlos. El poder tiene un tiempo limitado y deshabilita el sonajero mágico.

- Reloj de arena (ítem): Cuando Upa toca este ítem, todos los enemigos se congelan por un cierto tiempo.

## Apariciones en Videojuegos
- Bio Miracle Bokutte Upa (FDS, Famicom - 1988): Juego de plataformas en donde Upa es el protagonista, su misión es viajar a lo largo de los fantásticos escenarios de comida del Reino Ruakuyo para derrotar al demonio-cabra Zai. La principal habilidad de Upa es su sonajero mágico que infla a los enemigos para convertirlos en plataformas o proyectiles.

- Wai Wai World 2: SOS!! Parsley Jō (Famicom - 1991): Upa es uno de los 5 héroes seleccionables de Konami que se pueden controlar en este juego. Su ataque principal es nuevamente el sonajero mágico, aunque esta vez su efecto es distinto: transforma a los enemigos en nubes que se pueden usar como plataformas y se desvanecen tras un tiempo. Además, este juego incluye un nivel que recrea el Reino Ruakuyo de Bio Miracle Bokutte Upa.

- Gokujou Parodius (SNES - 1994): Este es un Shoot'em up estilo Gradius, en donde Upa aparece como uno de los personajes seleccionables. Aquí se lo controla como si fuera una nave, Upa avanza volando libremente y disparando pequeños sonajeros hacia delante. Si el segundo jugador inicia la partida, en lugar de Upa aparece la bebé Rupa, quien es básicamente el mismo personaje pero con la paleta de colores cambiada. Las mejoras que Upa puede obtener son: 
  - Speed Up: Aumenta la velocidad.
  - Homing Missile: Dispara botellas de leche que persiguen a los enemigos.
  - Wide Shot: Cambia el disparo normal por un disparo de pequeños chupetes que se dispersan hacia distintas direcciones del lado frontal de Upa.
  - Laser: Una ametralladora de biberones que se disparan hacia delante a gran velocidad.
  - Grade Up: Aumenta la potencia de disparo de Homing Missile, Laser y Wide. Se puede usar hasta cuatro veces.
  - Mega Crush: Upa eleva su sonajero mágico y causa una fuerte explosión que derrota a todos los enemigos en pantalla.

- Jikkyō Oshaberi Parodius (1995 - SNES, Saturn, PS1, PSP): Upa aparece como un personaje seleccionable en todas las versiones del juego. Sus ataques y poderes son exactamente los mismos que en Gokujou Parodius. Rupa también aparece como personaje seleccionable y adquiere algunas diferencias con respecto a Upa.

- Pop'n Music 9 (2005 - Arcade, PS2): Upa es el personaje que estelariza el tema musical "Bio Miracle".

- Konami Wai Wai World (2006 - Móvil): Aunque Upa no salía en la versión original, cuando este juego fue portado a teléfonos celulares se lo agregó como uno de los personajes seleccionables en reemplazo de Mikey, ya que Konami perdió la licencia sobre este último. Upa posee su clásico ataque de sonajero mágico. También se le agregó el nivel del Reino Ruakuyo.

- Pop'n Music Usagi to neko to shounen no yume (2017 - Arcade):

## Curiosidades
- Upa tiene una pequeña aparición en la máquina Pachinko CR Gokujo Parodius! y Pachislot Gokuraku Parodius.